# Уинкуэрт, Норман
Уильям Норман Уинкуэрт (англ. William Norman Winckworth; 9 февраля 1870 — 9 ноября 1941) — английский футболист, хавбек. Выступал за футбольные клубы «Олд Уэстминстерс», «Кондор», «Клэпем Роверс» и «Коринтиан», а также за национальную сборную Англии.

## Биография
Родился в семье эсквайра Луиса Уинкуэрта, который работал солиситором. Его мать умерла при родах в июле 1875 года, когда Норману было 5 лет. Норман окончил Вестминстерскую школу, в 1888 году был капитаном школьной футбольной команды. Впоследствии выступал за клуб «Олд Уэстминстерс» до 1896 года. Также играл за футбольные клубы «Кондор» (периодически выступая там на позиции вратаря), «Клэпем Роверс» и «Коринтиан». В 1902 году Уинкуэрт стал одним из основателей футбольного клуба «Калькутта».
5 марта 1892 года дебютировал за национальную сборную Англии, выйдя на позиции центрального хавбека в матче Домашнего чемпионата против сборной Уэльса на стадионе «Рейскорс Граунд» в Рексеме. В той игре англичане победили соперника со счётом 2:0.
25 февраля 1893 года провёл свой второй (и последний) матч за национальную сборную, выйдя на позиции центрального хавбека в матче Домашнего чемпионата против сборной Ирландии на стадионе «Уэллингтон Роуд» в Бирмингем, в котором англичане одержали победу со счётом 6:1.

## Достижения
Сборная Англии
- Победитель Домашнего чемпионата Великобритании: 1892, 1893